# Горбатка обыкновенная
Горбатка обыкновенная, или горбатка рогатая, или бодушка рогатая  (лат. Centrotus cornutus) — вид полужесткокрылых насекомых из семейства горбаток.

## Распространение и места обитания
Распространён в Западной Европе, Европейской части России, Турции, на Кавказе, в Закавказье, Средней Азии, Казахстане, Сибири, на юге Хабаровского и Приморского краёв. Обитают, на полянах, на крупнотравье под пологом леса, у лесных дорог и на опушках леса. В Европе взрослых насекомых можно наблюдать с мая по октябрь.

## Описание
Длина тела имаго 7—9,6 мм. Взрослые особи чёрные, на их теле имеются желтоватые прилегающие волоски; у самок края боковых и задних отростков переднеспинки бывают бурыми. Надкрылья и их жилки прозрачные.

## Экология
Нимфы в период роста обычно не покидают кормовых растений, к которым относятся ластовень, бодяк, чертополох и крапива. Имаго проводят время на вершине травянистых растений и на кустарниках, но чаще встречаются на молодых деревьях, таких как тополь, дуб, рубус, слива и других.

## Фото

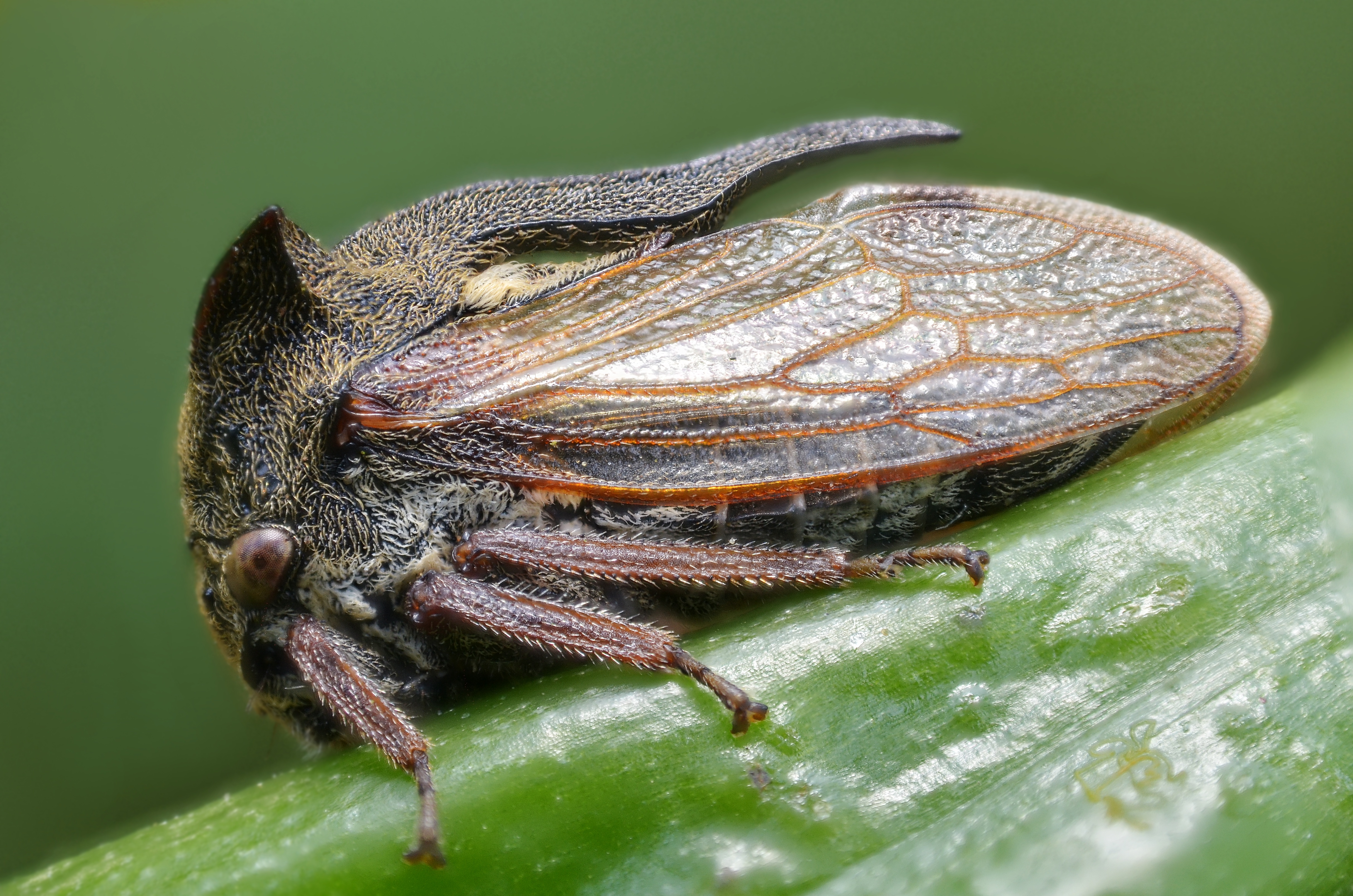
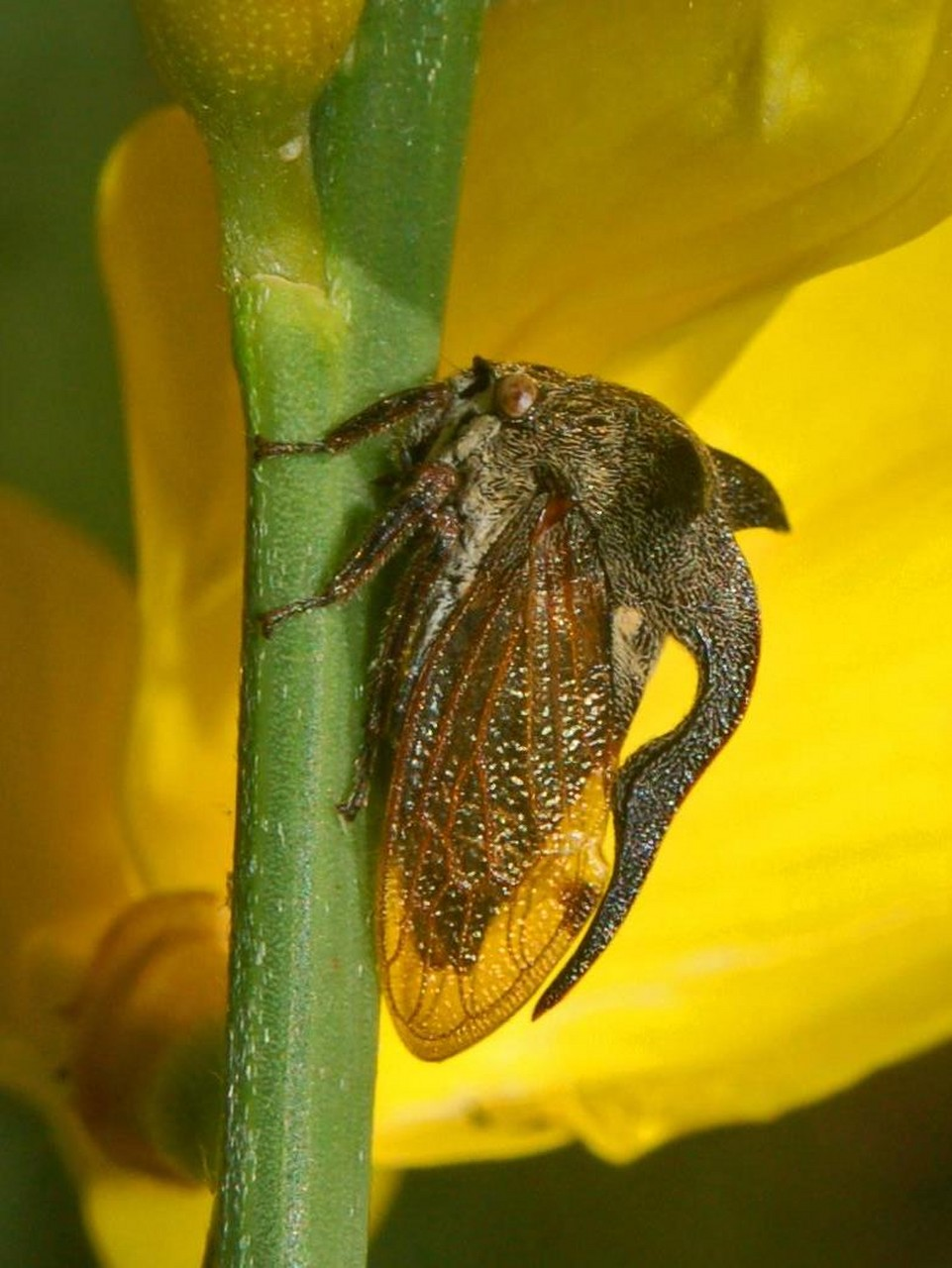
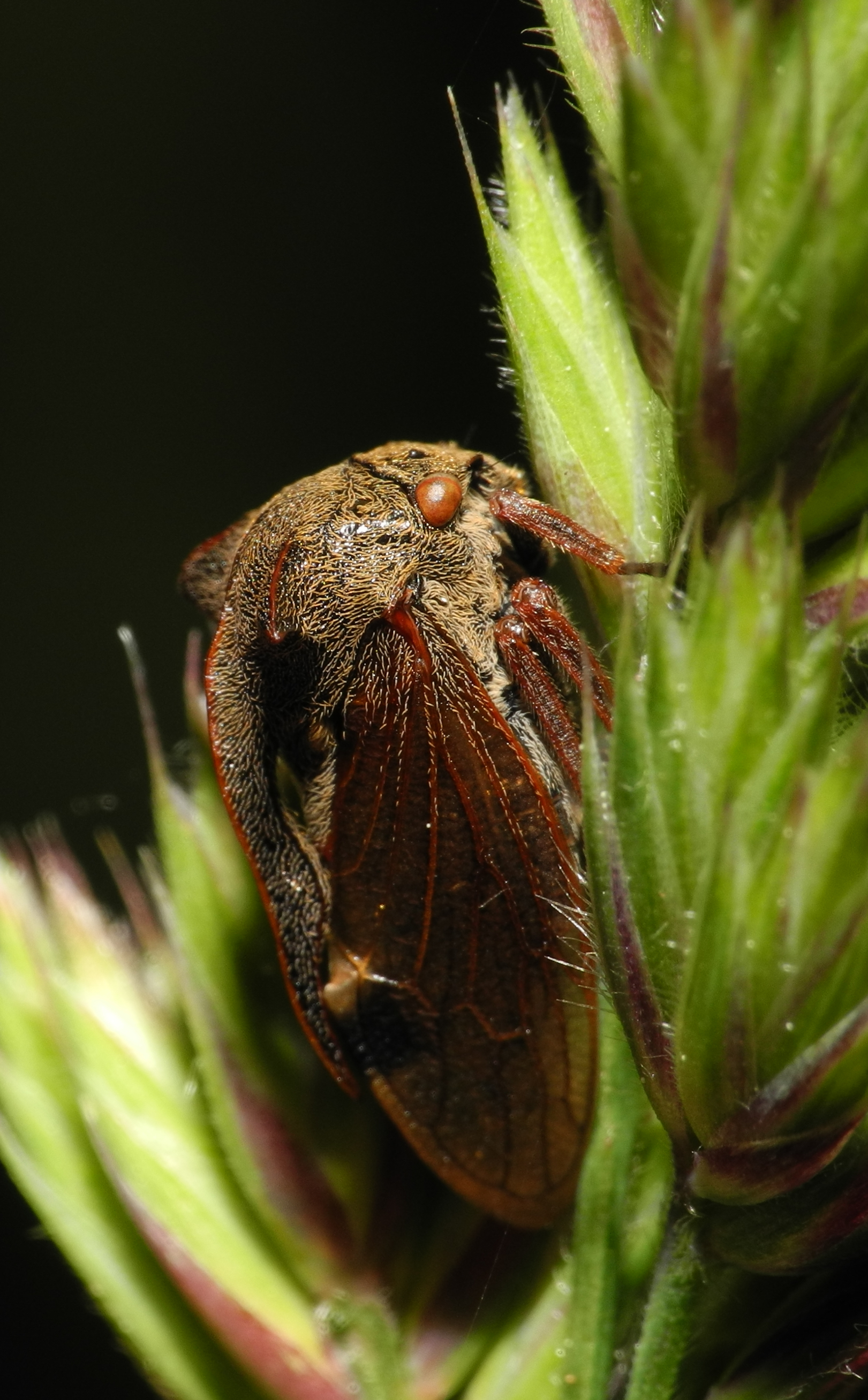
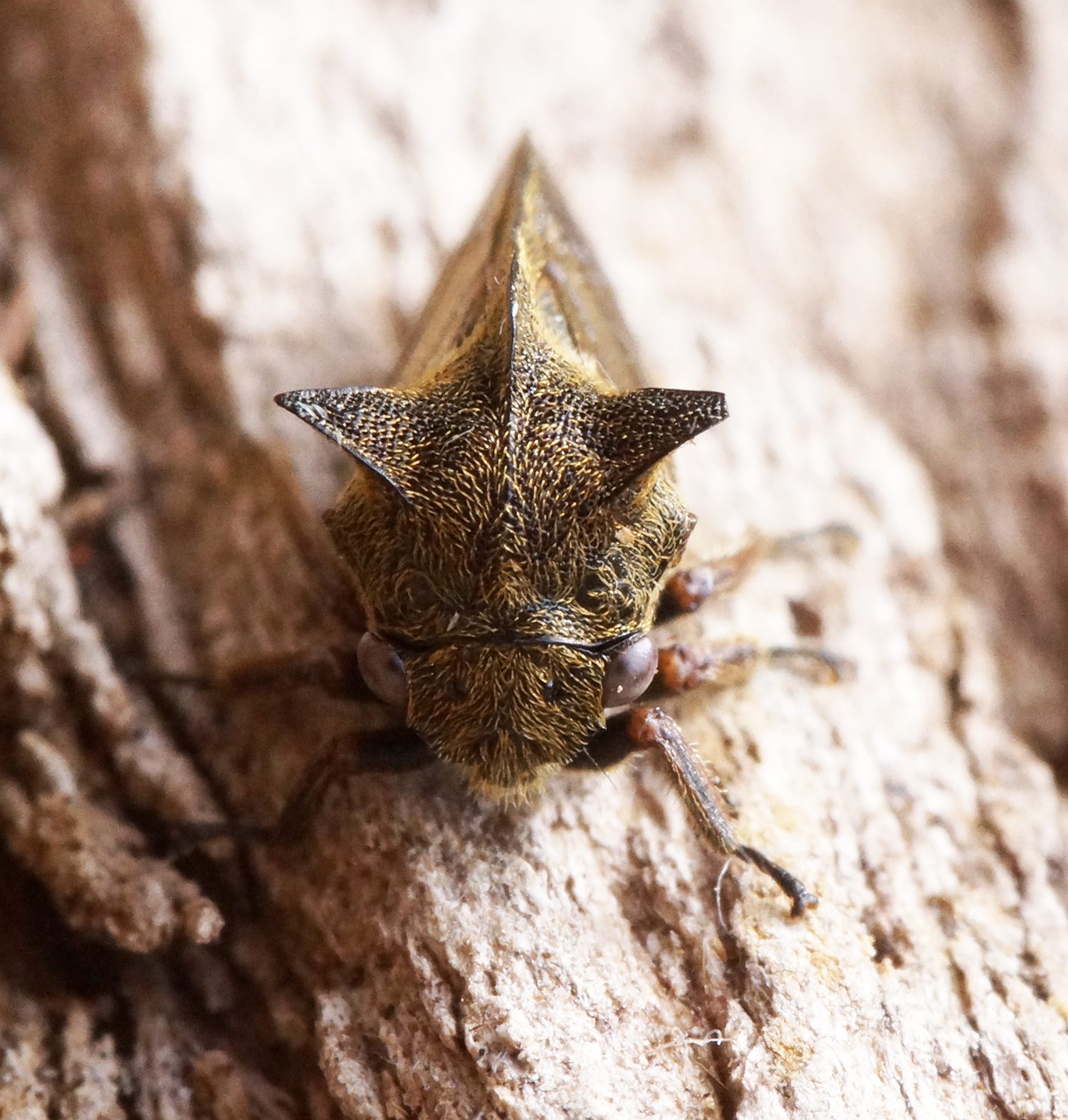
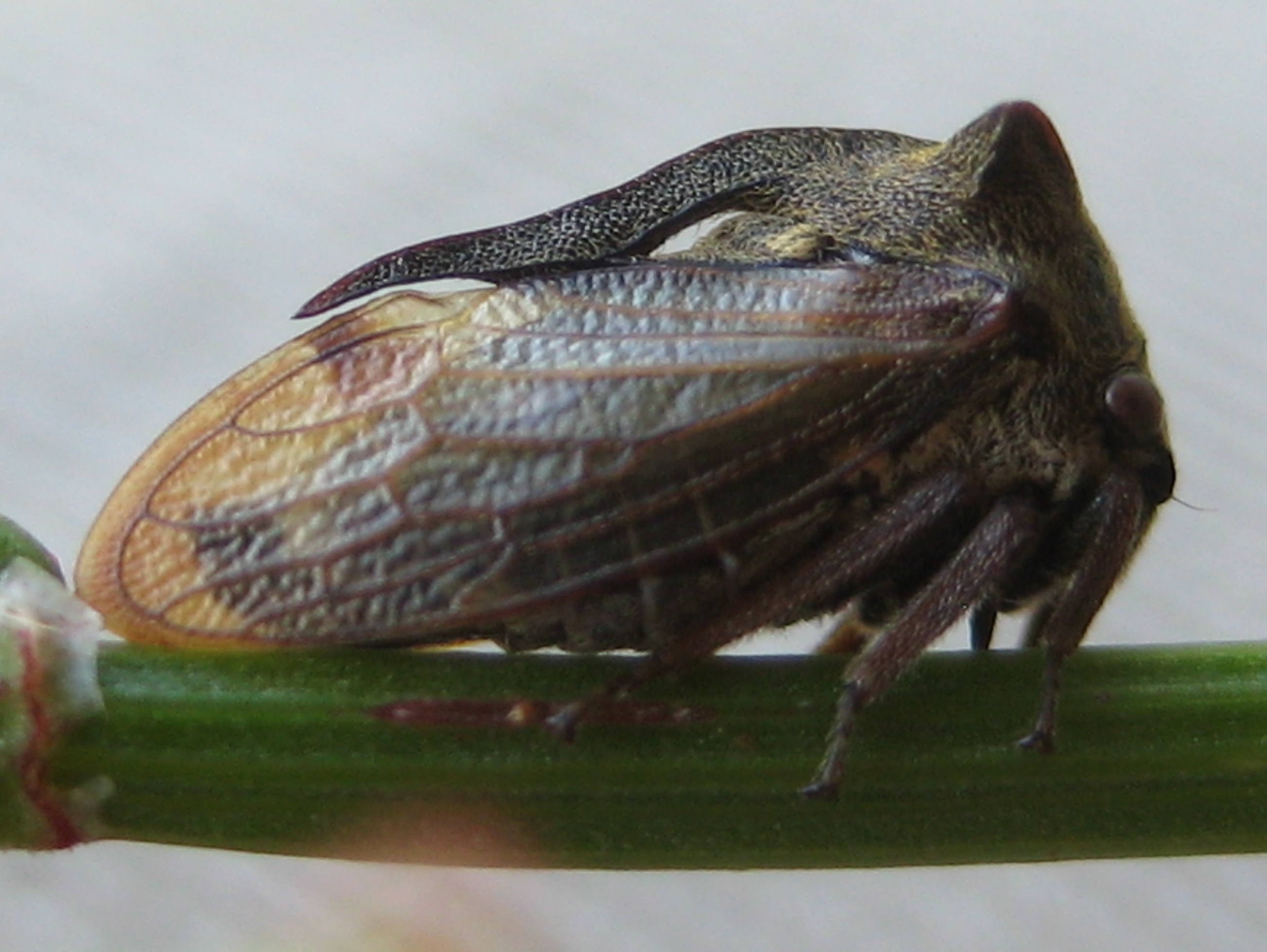
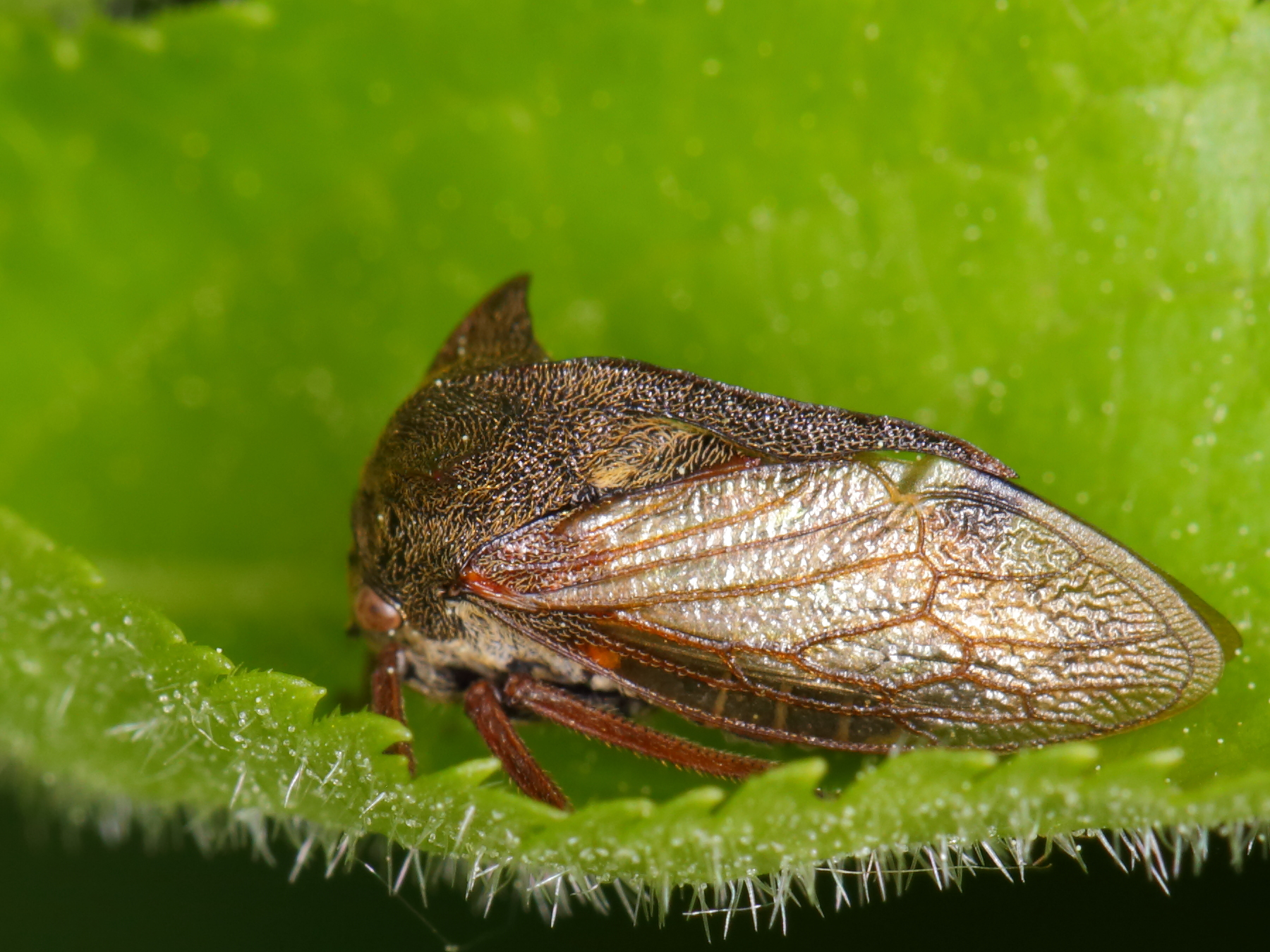